# ترکیبات پروتئین-پلیمر

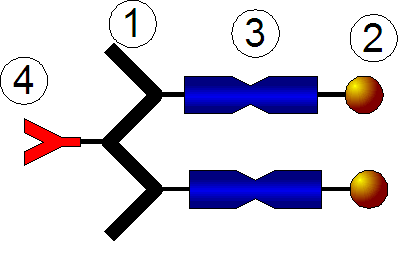
ترکیبات پروتئین-پلیمر

ترکیبات پروتئین-پلیمر نوعی نانوساختار متشکل از پروتئین و پلیمر اند. جزء پروتئین عامل ایجاد زیست‌سازگاری و زیست‌تخریب‌پذیری است، زیرا بسیاری از پروتئین‌ها به‌طور طبیعی توسط بدن تولید شده و بنابراین به خوبی توسط بدن تحمل و متابولیزه می‌شوند. از طرف دیگر بی‌ثباتی و کوتاه بودن زمان باقی ماندن در گردش خون یکی از محدودیت‌های اصلی استفاده از پروتئین‌ها در رهایش کنترل شدهٔ داروست؛ بنابراین ترکیبات پروتئین-پلیمر برای تقویت ثبات حامل‌های دارویی مورد بررسی قرار گرفته‌اند. با تغییر ساختار شیمیایی پروتئین‌ها و پلیمرهای سازنده، ترکیبات پروتئین-پلیمر با ساختارها و کارکردهای منحصر به فرد سنتز می‌شوند. ترکیبات پروتئین-پلیمر اخیراً مورد توجه تحقیقات زیادی قرار گرفته‌اند زیرا دارای کاربردهای بالقوهای از جمله جدایش زیستی، تصویربرداری، حسگرهای زیستی و رهایش دارو و ژن هستند.